# Kõlunõmme
Kõlunõmme (Duits: Kollo) is een plaats in de Estlandse gemeente Hiiumaa, provincie Hiiumaa. De plaats heeft de status van dorp (Estisch: küla).
Tot in oktober 2017 behoorde Kõlunõmme tot de gemeente Pühalepa. In die maand werd de fusiegemeente Hiiumaa gevormd, waarin Pühalepa opging.

## Bevolking
Het dorp had 33 inwoners op 31 december 2011 en ook 33 inwoners op 31 december 2021.

## Ligging
Kõlunõmme ligt aan de Baai van Kukka (Estisch: Kukka laht), een onderdeel van de Finse Golf. De baai is vernoemd naar Kukka, een buurdorp van Kõlunõmme. 

## Geschiedenis
Kõlunõmme werd voor het eerst vermeld in 1599 onder de naam Kollo Broos, vermoedelijk een boerderij op het landgoed van Großenhof (Estisch: Suuremõisa). In 1606 heette Kõlunõmme Kölo Broß, in 1782 Köllo Niggolas en in 1939 Kõlu. Het is niet duidelijk wanneer de plaats precies de status van dorp kreeg. Vermoedelijk vanaf het eind van de 18e eeuw viel Kõlunõmme onder het landgoed Pardas (Partsi), een ‘semi-landgoed’ (Duits: Beigut, Estisch: poolmõis) onder Großenhof.

## Foto's

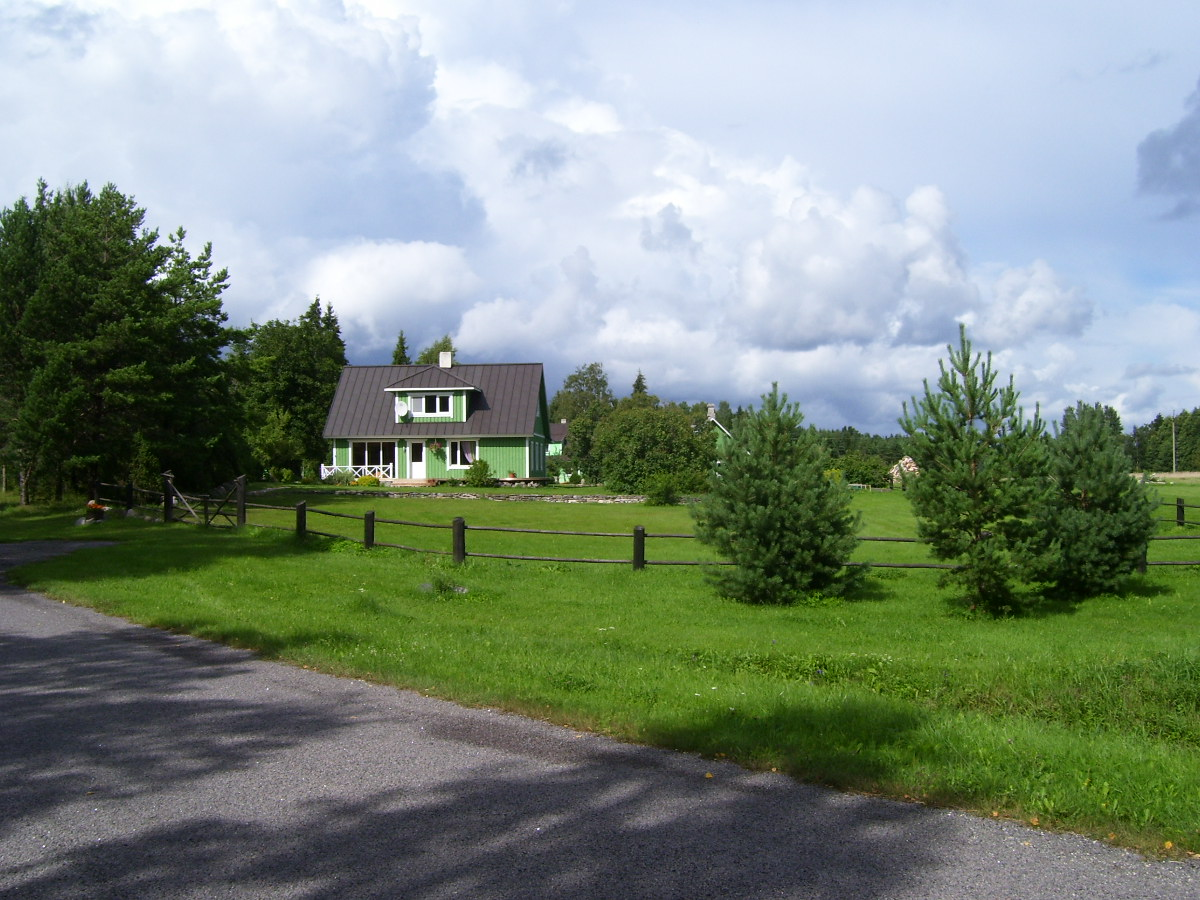
Boerderij
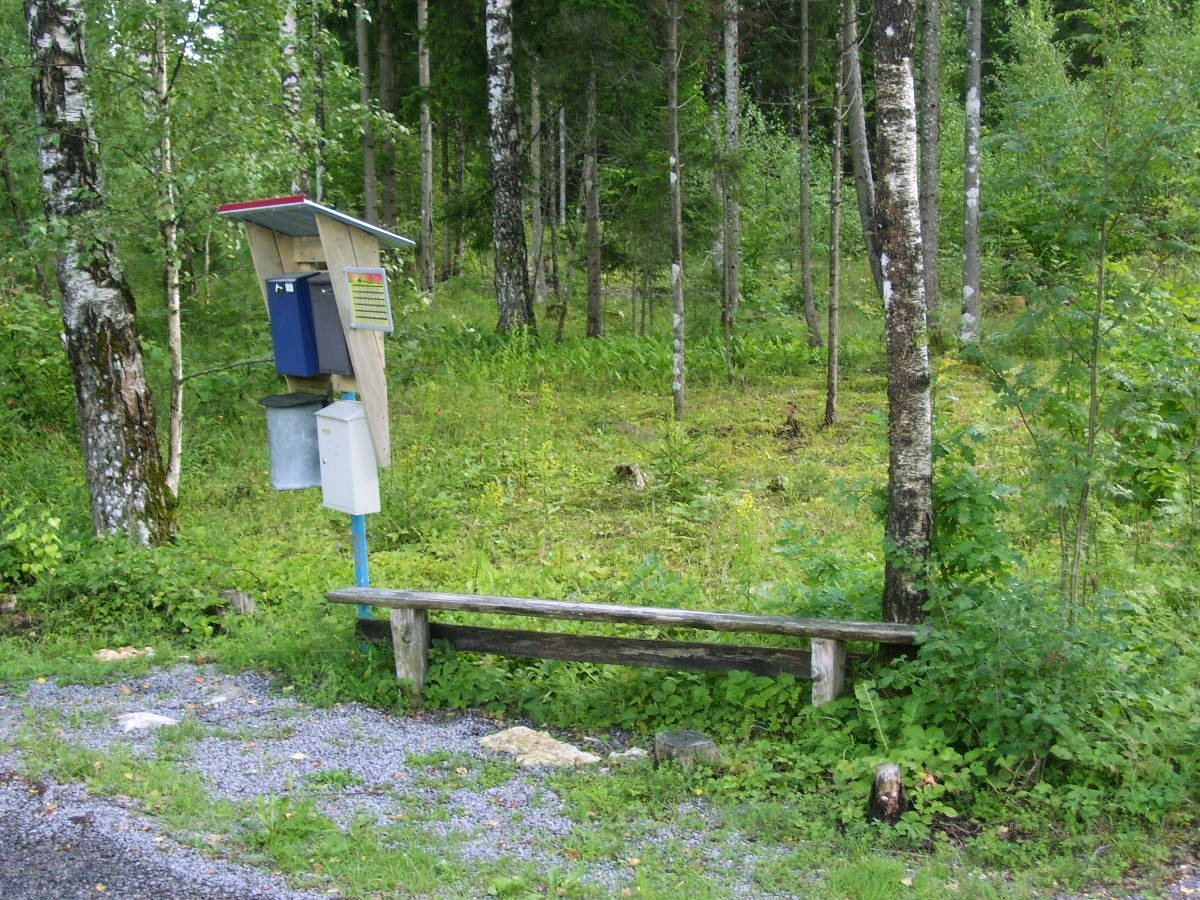
Stopplaats voor een rijdende winkel in het centrum van het dorp
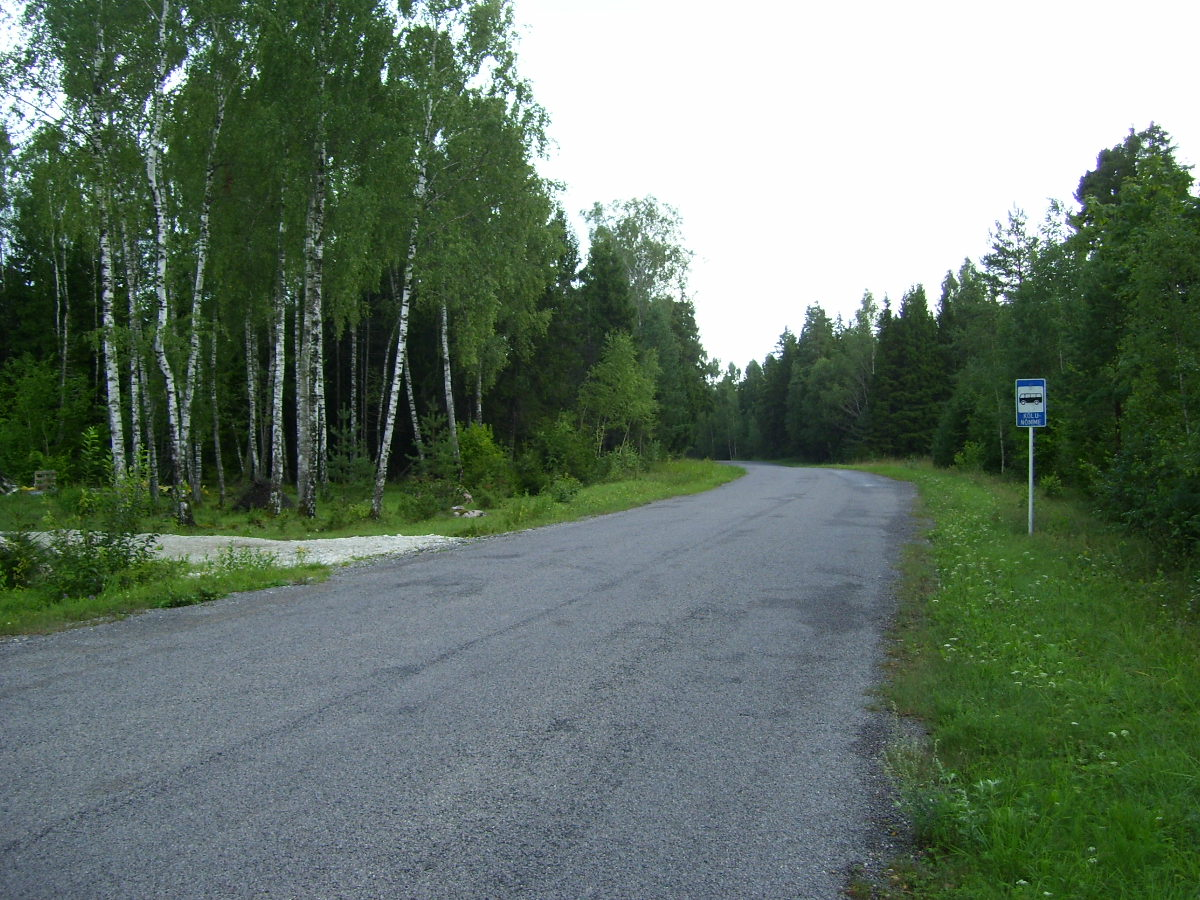
Bushalte